# قطعنامه ۱۴۸۹ شورای امنیت
قطعنامه ۱۴۸۹ شورای امنیت سازمان ملل متحد که در تاریخ ۲۶ ژوئن ۲۰۰۳ تصویب شد، سندی بین‌المللی دربارهٔ اوضاع در مورد جمهوری دموکراتیک کنگو است. این قطعنامه طی نشست ۴۷۸۰ام با ۱۵ رای موافق، ۰ مخالف و ۰ ممتنع تصویب شد.